# SSX Blur
SSX Blur é um jogo de esqui e snowboard, para até 4 jogadores, publicado pela EA Sports BIG e desenvolvido pela EA Montreal para o console de videogame Wii. É o quinto jogo da série de snowboard SSX. O jogo foi lançado nos Estados Unidos em 27 de fevereiro de 2007. A trilha sonora foi criada por Junkie XL que aparece na radio do jogo, que se chama "Radio BIG".
Este jogo se assemelha ao SSX 3; os picos compartilham projetos arquitetônicos. As faixas(projetos basicos) são tomadas a partir do SSX 3 e SSX On Tour, embora tenham sido modificados. Este jogo tem lugar entre o SSX 3 e o SSX On Tour, por exemplo, no On Tour, Kaori tem 21 anos de idade. Em Blur e SSX 3, ela tem apenas 19 anos. Além disso, no final do SSX on Tour, há um vídeo do que acontece com cada personagem depois da turnê, todos os personagens do SSX on Tour saem e passam para outra coisa.

## Jogabilidade
A jogabilidade no SSX Blur segue um formato similar dos títulos anteriores do SSX. Como no SSX 3, o jogador trabalha progressivamente em 3 picos de uma montanha, participa de corridas, competições de truques, e os novos eventos slalom para ganhar prêmios e desbloquear materiais novos. Os jogadores podem escolher uma das opções do snowboards tradicionais; ou esquis, conforme previsto no SSX On Tour.
O controle do jogo usa tanto o Wii Remote e o Nunchuk. Movimento, velocidade e salto é controlado através do Nunchuk, enquanto que, quando no ar, o Wii Remote é usado para executar truques. O Wii Remote é usado também para atirar bolas de neve em alvos ou inimigos durante uma corrida.
Como o jogador corre para baixo da encosta, eles podem concluir com êxito truques para ganhar pontos, bem como para encher um indicador de impulso sempre esgotando. Quando o indicador de impulso está completo, o leitor é capaz de executar especiais "Ubertricks", que exigem que o jogador desenhe uma forma específica no ar, como um coração ou uma clave de sol. Enquanto o leitor conhece alguns Ubertricks no início do jogo, os adicionais podem ser descobertos no modo carreira por ícones de coleta para que Ubertrick, escondidos em diversos cursos.

## Recepção
O jogo recebeu críticas em sua maioria positivas, com alguns críticos outlier dando ao jogo uma pontuação baixa. O IGN elogiou o nível de profundidade dada com base em controles de movimento, mas também afirmou que o nível de desafio restringe o jogo para só o público hardcore. Electronic Gaming Monthly críticou alegando dificuldade em usar o Wii remote e nun-chuck em uníssono. Com esses controles, os jogadores têm uma falta de coordenação e controle dos personagens e movimentos. O Official Nintendo Magazine do Reino Unido ficou desapontado que havia algumas faixas re-utilizados a partir de jogos anteriores. 1UP.com criticou duramente a dificuldade e falta de resposta dos UberTricks . NGamer disse que a jogabilidade baseada em missão foi ultrapassada. GameSpot criticou os eventos de slalom e problemas como problemas de framerate, mas elogiou a experiência global. Game Informer elogiou o jogo como um retorno à forma para a série, mas observou que os controles tradicionais foram ainda preferíveis.

## Trilha Sonora
Ao contrário dos jogos anteriores, esta trilha sonora contém apenas um músico, Junkie XL. A música está disponível online.